# Niels Bukh
Niels Bukh, född 15 juni 1880, död 7 juli 1950, var en dansk gymnast.
Bukh blev gymnastiklärare vid Ollerups folkhögskola på Fyn 1914 och var från 1920 föreståndare för den av honom grundade gymnastikhögskola på Ollerup. 1922-1925 företog Bukh med sina gymnastikavdelningar resor i Europa och Amerika för att demonstrera sin nya gymnastiska arbetsmetod, den så kallade "Primitive Gymnastik".